# ブリューワ和
数学におけるブリューワ和（ブリューワわ、英: Brewer sums）とは、Brewer (1961, 1966) によって導入された、ヤーコプスタール和と関連する有限指標和である。

## 定義
ブリューワ和は次式で定義される。
{\displaystyle \Lambda _{n}(a)=\sum _{x\mod p}{\binom {D_{n+1}(x,a)}{p}}}
ここで () はルジャンドル記号であり、Dn は次を満たすディクソン多項式（あるいはブリューワ多項式）である。
{\displaystyle D_{0}(x,a)=2,\quad D_{1}(x,a)=x,\quad D_{n+1}(x,a)=xD_{n}(x,a)-aD_{n-1}(x,a).}
n が q2−1 と互いに素であるとき、ブリューワ和はゼロとなる。